# گابریل هینزمان
گابریل هینزمان (آلمانی: Gabriele Hinzmann؛ زادهٔ ۳۱ مهٔ ۱۹۴۷) پرتاب‌گر دیسک زن اهل آلمان بود.